# Vidigueira

Vidigueiras läge i Portugal

Vidigueira är en liten stad i distriktet Beja i regionen Alentejo i södra Portugal.